# Hiéroglyphe égyptien M27
Pour les articles homonymes, voir Jonc (homonymie).
Le jonc swt en fleur et bras, en hiéroglyphes égyptiens, est classifié dans la  section M « Arbres et plantes » de la liste de Gardiner ; il y est noté M27.

## Représentation
Il représente la combinaison d'un plant de l'espèce swt, un genre de jonc, de souchet, de scirpe, de laîche, de carex ou autre de la famille des cypéracée en fleur (hiéroglyphe M26) et d'un bras en équerre (hiéroglyphe D36). Il est translittéré šmˁ ou šmˁ(w).

## Utilisation
| M27 | O49 |

| M27 | O49 |

| M26 |

| M26 |

| D36 |

| D36 |

| M27 | A2 |

| M27 | A2 |

| M27 | A2 |

| M27 | A2 |

| D36 |

| D36 |

| M27 | A2 |

| M27 | A2 |

| M27 | A2 |

| M27 | A2 |

et dérivés.